# Moshé Tov
Moshé (Aharon) Tov (en hebreo: משה טוב) (Argentina, 1910 - Israel, 1989) nacido con el nombre de Moisés Toff, fue uno de los primeros diplomáticos que integraron el servicio exterior israelí, importante responsable en el establecimiento de relaciones diplomáticas sólidas entre Israel y la mayoría de los países de Latinoamérica. Es considerado uno de los fundadores de la diplomacia moderna del Estado de Israel, y su aporte fue decisivo en la aceptación de la Partición de Palestina,[cita requerida] adoptada por la Asamblea de las Naciones Unidas el 29 de noviembre de 1947.

## Actividad diplomática temprana
En el año 1946 fue llamado por Nahum Goldmann a Washington para erigir y dirigir el departamento latinoamericano de la Agencia Judía. En ejercicio de su cargo visitó la mayoría de los países del bloque, con una extensa agenda de reuniones, no solamente con los líderes políticos del continente, sino con personalidades de la intelectualidad, periodistas y académicos, a los efectos de lograr su adhesión al establecimiento de un Estado judío soberano en la tierra de Israel. Asimismo, estableció relaciones fluidas con las organizaciones judías de cada país y procuró la simpatía de los embajadores y representantes de los diversos países ante la ONU.  
En 1947, junto con Abba Eban, Moshé Sharet y David Horowitz, representó a la Agencia Judía (órgano ejecutivo representante oficial del Movimiento Sionista) ante la Comisión UNSCOP (United Nations Special Comittee on Palestine), que recomendó la Partición de Palestina en un Estado judío y otro árabe, en las postrimerías del Mandato Británico de Palestina.
Luego de publicadas las recomendaciones de la UNSCOP en septiembre de 1947, Tov participó activamente en los debates en el seno de la ONU, así como en los esfuerzos diplomáticos destinados a conseguir la mayoría necesaria para aprobar la creación de un Estado judío en la Tierra de Israel. Tov partió a una nueva gira latinoamericana, concertando entrevistas con los respectivos gobernantes de cada país, procurando convencerlos para que brinden su apoyo al Plan de Partición.
Antes de la partición de Eretz Israel, Moshé Tov envió un telegrama al Paraguay destinado al Dr. Elías Arditi, Oficial de Enlace del Comité Pro Palestina del Paraguay, con el siguiente mensaje: "Hay que inyectar penicilina al enfermo". El telegrama fue entregado a los dirigentes del movimiento sionista, quienes interpretaron el contenido del telegrama, y descubrieron que el representante del Paraguay se abstendría de asistir a la votación del 29 de noviembre de 1947. Benjamin Shapira, Aron Karlik, David Zaidenstein y otros se dirigieron a la residencia particular del Ministro de Relaciones Exteriores, el Dr. Vasconcelos, quien se hallaba postrado en cama con fiebre alta. Al cabo de una larga conversación con el hijo del Ministro, éste permitió a la comitiva allegarse a su lecho de enfermo, y así pudieron comunicar al Dr. Vasconcelos que el representante del Paraguay no se presentaría el día de la votación. El Dr. Vasconcelos, quien había aparecido en una de las reuniones del Comité Pro-Palestina, redactó un telegrama al representante del Paraguay ordenándole que vote en favor de la Partición. El telegrama fue enviado a Moshé Tov; éste se dirigió al hotel donde se hospedaba el representante diplomático del Paraguay ante las Naciones Unidas, e hizo entrega del telegrama del Dr. Vasconcelos. El representante del Paraguay efectivamente votó a favor de la partición de Eretz Israel. 
Finalmente, la Partición fue aceptada el 29 de noviembre de 1947 con el apoyo de 33 países, de los cuales 13 pertenecían al bloque latinoamericano. 
A la postre, Abba Eban escribirá en sus memorias sobre la monumental tarea diplomática de Moshé Tov: "Todo historiador serio podrá comprender que Moshé Tov fue uno de los arquitectos centrales de la independencia de Israel".

## Diplomático israelí
Con la Declaración de independencia de Israel, en mayo de 1948, Tov fue instituido por el gobierno de Israel como director del departamento latinoamericano de la Cancillería y miembro permanente en la ONU, con el grado de Embajador, cargos que ocupó hasta mayo de 1959. 
Una vez nombrado director latinoamericano, entre junio y septiembre de 1948, Tov partió nuevamente a una gira por los países del continente, con el objetivo de culminar el proceso de institucionalización de las relaciones diplomáticas y consulares.     
En el marco de su misión en la ONU se consolidó como un activista por la adopción del idioma castellano como idioma oficial de la organización, generando la simpatía de los países hispanoparlantes, especialmente de España y Filipinas. Asimismo, fue invitado por el departamento hispánico de la Universidad de Columbia, Nueva York, para pronunciar un discurso durante el día en honor al idioma español. También, en 1959, fundó el Instituto Cultural Israel Iberoamérica, España y Portugal cuya sede se encuentra en Jerusalén, donde se desempeñó como Vicepresidente.
En 1968 retorna a la actividad diplomática en el Ministerio de Relaciones Exteriores, siendo nombrado Embajador israelí en Honduras, El Salvador y Guatemala, país éste que hacia el final de su misión, en 1971, lo galardonó con el premio Quetzal. 
Entre los años 1971 y 1975 se desempeñó como Embajador israelí en Chile, donde le fue otorgado el reconocimiento de la Orden al Mérito de Chile.
Hacia 1977, casi diez años después y esta vez como enviado del Ministerio de Turismo de Israel, partió Tov a una nueva gira por 24 ciudades en 7 países de América Latina, con el fin de promover el turismo y la peregrinación religiosa a Israel.

## Últimos años
A su retorno a Israel, luego de su última misión, se abocó diligentemente en la escritura de sus memorias que vieron luz originalmente - en una notable demostración de coherencia - en idioma español, para luego ser traducidas al hebreo.
Moshé Tov falleció en 1989 luego de una dura enfermedad, a los 79 años, superviviéndole 3 hijos: Ariela, Dalia y David.